# Сухой Починок
Сухо́й Почи́нок — деревня в Смоленской области России, в Ельнинском районе. По состоянию на 2007 год постоянного населения не имеет. Расположено в юго-восточной части области в 11 км к юго-востоку от города Ельня, в 10 км восточнее автодороги Р137 Сафоново — Рославль. В 7 км к северу от деревни станция Калошино на железнодорожной ветке Смоленск – Сухиничи. Входит в состав Мутищенского сельского поселения.

## История
До XX века вновь образованные сельские поселения называли Починками, отсюда и пошло название деревни. В 1654 году упоминается в списке имений осаждённых в Смоленске царём Алексеем Михайловичем ляхов.
. Впоследствии деревня принадлежала дворянскому роду Глинок . В октябре 1941 года в районе деревни шли кровопролитные бои, здесь занимала оборону 24-я армия (106-я стрелковая дивизия).